# Pilfink
Pilfink (Passer montanus) är en fågel som tillhör familjen sparvfinkar, liksom gråsparven som den är ganska lik och ibland förväxlas med. Pilfinken har kastanjefärgad hjässa och nacke, och en svart fläck på den vita kinden. Könen är lika till utseendet medan juvenil dräkt är en blekare version av den adulta. Den häckar över merparten av Europa och Sibirien och har introducerats till flera områden i Asien, till Australien och Nordamerika. Flera underarter är erkända, men fågelns utseende varierar inte mycket över dess stora utbredningsområde.
Pilfinken bygger ett slarvigt bo i en naturlig hålighet, hål i byggnader, i buskage, i övergivna fågelbon i bomaterialet i reden av större fåglar som exempelvis stork. En genomsnittlig kull består av fem eller sex ägg som kläcks efter mindre än två veckor. Pilfinken livnär sig mestadels på frön, men äter även ryggradslösa djur, särskilt under häckningssäsongen. Liksom andra små fåglar drabbas den av infektioner av parasiter och sjukdomar, och predation från rovfåglar. Dess genomsnittliga livslängd är omkring två år.
Pilfinken är vanlig i städer i Östasien, men i Europa förekommer den främst i öppna landskap med smärre inslag av skog. På grund av sin vidsträckta utbredning och stora population är pilfinken globalt sett inte hotad, men det har förekommit kraftiga minskningar i västeuropeiska populationer, delvis på grund av förändrade jordbruksmetoder med ökad användning av ogräsmedel och minskad tillgång på stubb på sädesfält under vintern. I östra Asien och västra Australien betraktas pilfinken ibland som ett skadedjur, men den förekommer också som en uppskattad fågel i klassisk asiatisk konst.

## Utseende, fältkännetecken och läte

### Utseende
Pilfinken är 12,5–14 cm lång, med ett vingspann på omkring 21 cm och en vikt på 24 g, vilket gör den ungefär 10 % mindre än gråsparven. Den har kastanjefärgad hjässa och nacke, och en svart fläck på den vita kinden. På ovansidan är pilfinken fläckig i rödbrunt, svart, gulbrunt och grått. När vingen är hopslagen bildar de mellersta vingtäckarnas spetsar ett vitt så kallat vingband. Hakan, strupen och området mellan näbb och strupe är svarta. Näbben är konisk och ganska grov. Övernäbben har en liten inskärning bakom spetsen och invikta kanter. Munvikarna har tydliga borsthår. Benen är blekt bruna. På sommaren är näbben blågrå men blir nästan svart på vintern.

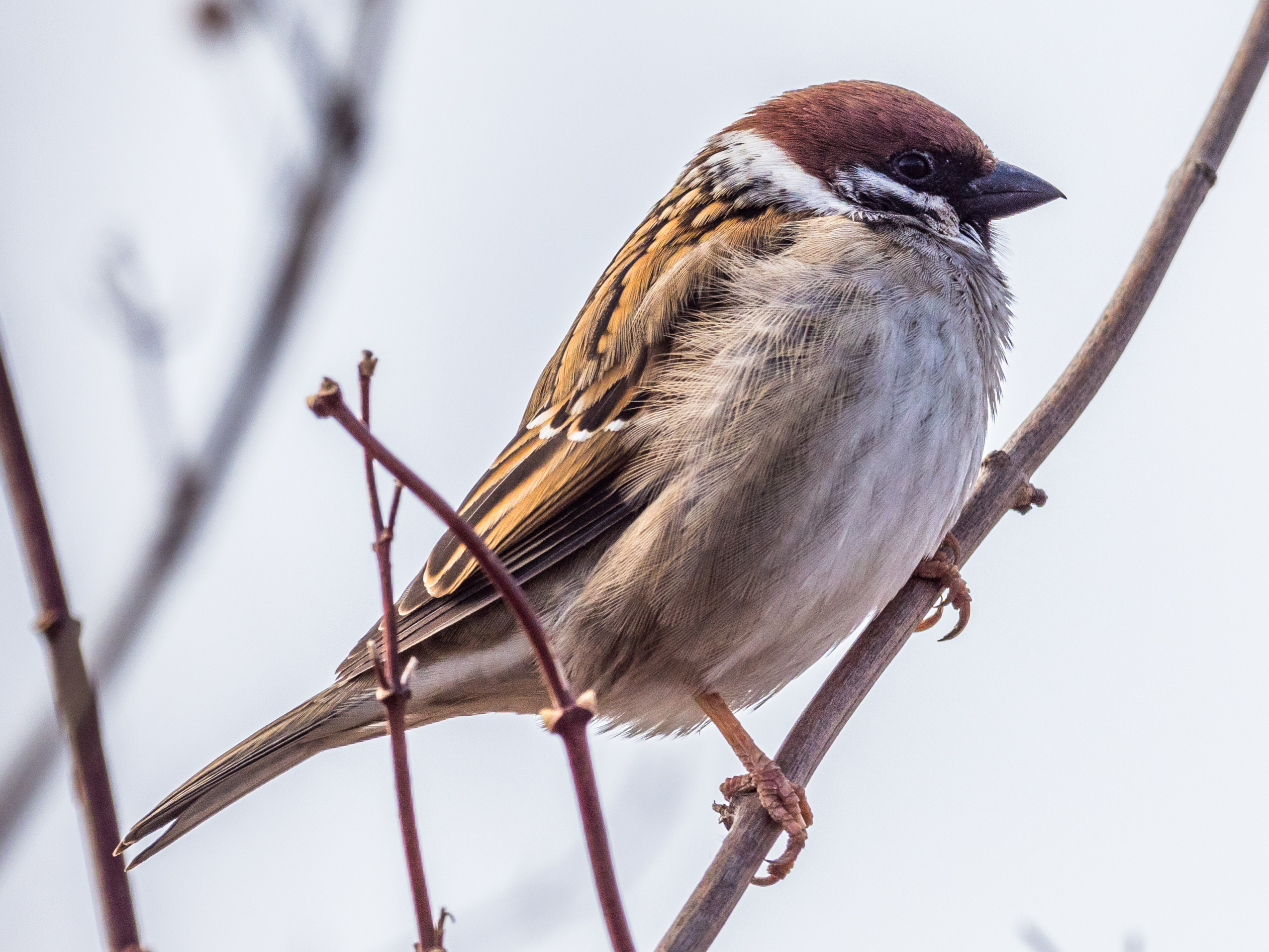
Pilfink av nominatformen montanus fotograferad i april i Sverige.

Arten är distinkt även inom sitt släkte då det inte förekommer några könsskillnader vad gäller fjäderdräkt. Juvenila individer ser också ut som de adulta, men färgerna tenderar att vara blekare. Dess kontrasterande ansiktsmönster gör pilfinken  lätt igenkännlig i alla fjäderdräkter. Den mindre storleken, helt kastanjefärgade hjässan och nacken och den svarta fläcken på den vita kinden är ytterligare skillnader från gråsparvshanen. Adulta och juvenila pilfinkar genomgår en långsam fullständig ruggning på hösten, och uppvisar en ökning i kroppsmassa trots en minskning i lagrat fett. Förändringen i massa beror på en ökning av blodvolym för att understödja aktiv fjädertillväxt, och ett generellt högre vatteninnehåll i kroppen.
Hybrider mellan gråsparv och pilfink förekommer sällsynt, där hanar tenderar att likna pilfink medan honor har större likheter med gråsparv.

### Läte
Även pilfinkens läten liknar gråsparvens. Den har ingen egentlig sång, men en upphetsad serie tschip-läten yttras av oparade eller uppvaktande hannar. Andra enstaviga pipanden används i sociala kontakter, och flyktlätet är ett strävt teck. En undersökning som jämförde lätena från en introducerad population i Missouri med fåglar från Tyskland visade att de amerikanska fåglarna hade färre delade stavelsetyper (memer) och mer struktur inom populationen än de europeiska fåglarna. Detta kan vara en följd av den ursprungliga nordamerikanska populationens begränsade storlek och en påföljande förlust av genetisk mångfald.

## Systematik och utbredning

### Systematik och evolution

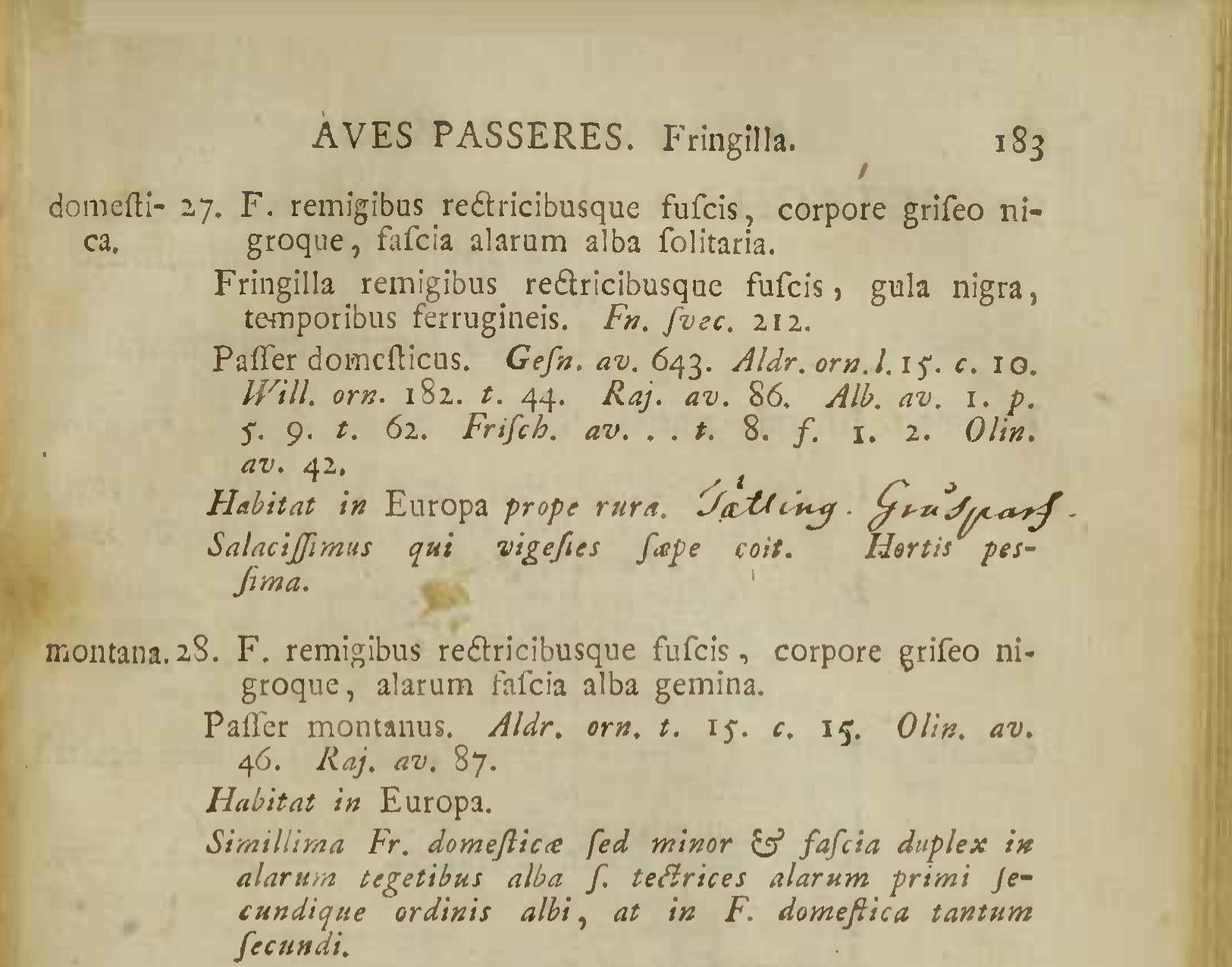
Beskrivning av gråsparv och pilfink från Systema naturae.

Släktet Passer är en grupp små tättingar som tros ha sitt ursprung i Afrika, och som omfattar 15–25 arter beroende på auktoritet. Dess medlemmar återfinns vanligen i öppna, lätt skogbevuxna miljöer, men flera arter, däribland gråsparven (P. domesticus) har anpassat sig till att leva i närheten av människan. De flesta arter i släktet är typiskt 10–20 cm långa, företrädesvis bruna eller grå fåglar med korta fyrkantiga stjärtar och korta och breda koniska näbbar. De är primärt fröätare som födosöker på marken, men de äter också ryggradslösa djur, särskilt under häckningen.
Pilfinken beskrevs första gången 1758 av Carl von Linné i den tionde upplagan av Systema naturae. Där beskrev han den som Fringilla montana, men, tillsammans med gråsparven, flyttades den snart från finkarna (familjen Fringillidae) till det nya släktet Passer, som först beskrivits av den franske zoologen Mathurin Jacques Brisson 1760.
Pilfinken avvek genetiskt relativt tidigt från de andra eurasiska medlemmarna inom släktet Passer, före artbildningen av gråsparv, pegusparv och spansk sparv.

### Utbredning
Pilfinken förekommer i större delen av Europa och Asien samt i Tunisien i Nordafrika. Dess naturliga häckningsutbredning omfattar det mesta av de tempererade områdena i Europa och Asien söder om omkring 68°N (norr därom är somrarna för kalla, med genomsnittliga temperaturer i juli på under 12 °C) och genom Sydostasien till Java och Bali. Den häckade tidigare på Färöarna (fram till 1910), samt på Malta och Gozo. I Sydasien återfinns den främst i den tempererade zonen. Den är stannfågel över större delen av sin stora utbredning, men de nordligaste häckfågelpopulationerna flyttar söderut till vintern, och mindre antal flyttar från Sydeuropa till Nordafrika och Mellanöstern. Den östliga underarten P. m. dilutus når Pakistans kust på vintern och tusentals fåglar av denna underart flyttar genom östra Kina på hösten. Vissa populationer genomför årliga förflyttningar i höjdled.

### Introducerade populationer
Pilfinken har introducerats utanför sitt ursprungliga utbredningsområde, men har inte alltid blivit etablerad, möjligen på grund av konkurrens med gråsparven. Den introducerades med framgång i Sardinien, östra Indonesien, Filippinerna och Mikronesien, men introduktionerna till Nya Zeeland och Bermuda fick inte fäste. Fåglar som färdats med båt koloniserade Borneo. Pilfinken har förekommit som naturlig gäst i Gibraltar, Tunisien, Algeriet, Egypten, Israel och Dubai.
I Nordamerika har en population på omkring 15 000 pilfinkar etablerat sig omkring St. Louis och angränsande delar av Illinois och sydöstra Iowa. Dessa pilfinkar härstammar från 12 fåglar som importerats från Tyskland och släpptes ut i slutet av april 1870 som del i ett projekt att berika den inhemska nordamerikanska fågelfaunan. Inom dess begränsade amerikanska utbredning måste pilfinken konkurrera med gråsparven i städer, och återfinns därför mest i parker, jordbruksmark och skogar på landet. Den amerikanska populationen kallas ibland "German Sparrow" (tysk sparv), för att skilja den från både inhemska amerikanska sparvarter och den mycket mer spridda "engelska" gråsparven.

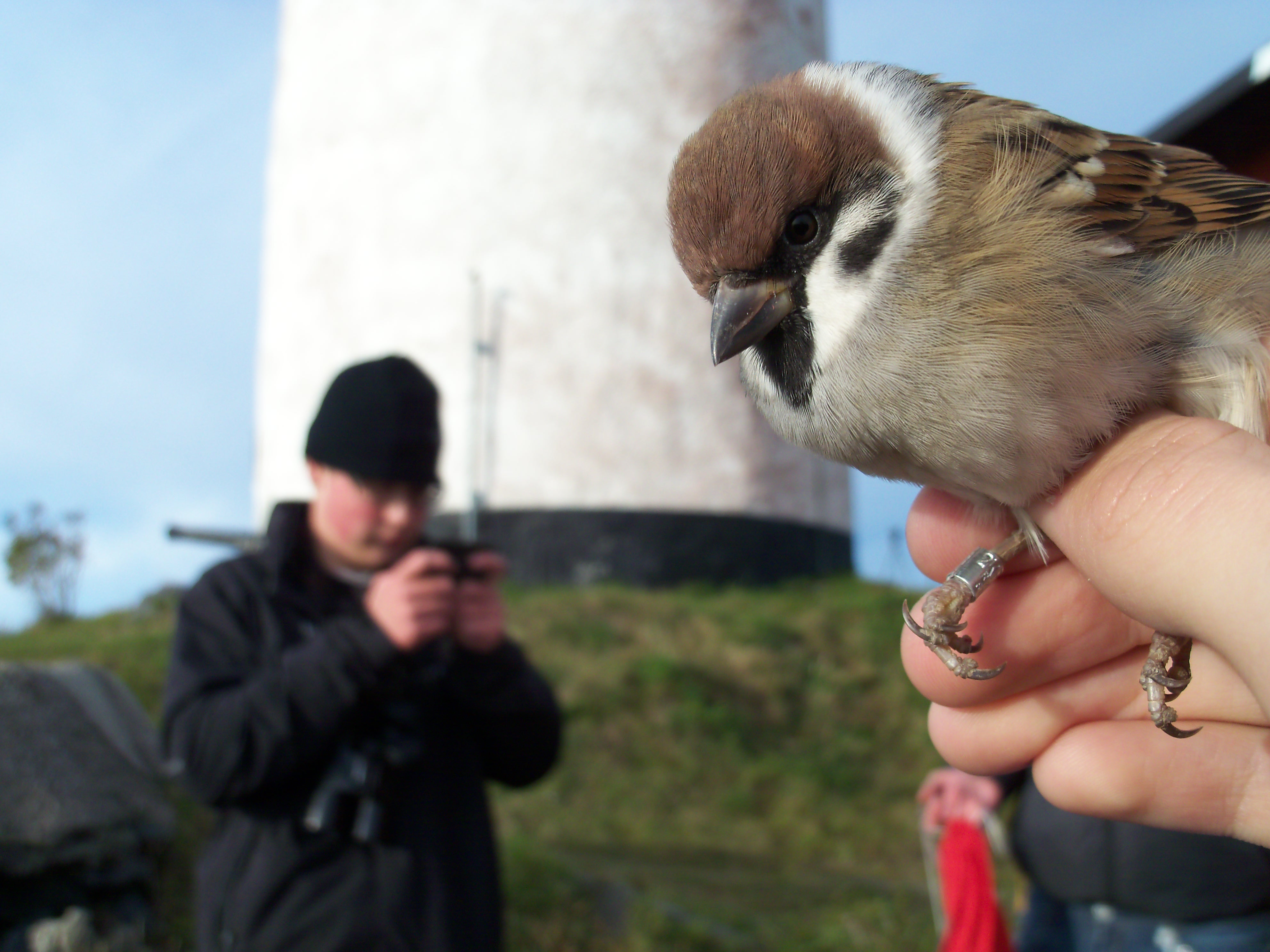
En pilfink ringmärkt på Landsorts fågelstation. Med 63 854 individer ringmärkta i Sverige under åren 1911-2008 är arten en tämligen vanlig fågel inom svensk ringmärkning.

I Australien finns pilfinken som introducerad art i Melbourne, orter i centrala och norra Victoria och vissa områden i Riverina i New South Wales. Den förekommer inte i Western Australia, och regionen har lagar och förordningar som ska förhindra att den etablerar sig.

### Förekomst i Sverige
Den är vanlig i södra och mellersta Sverige. Populationstätheten avtar norrut.

### Underarter

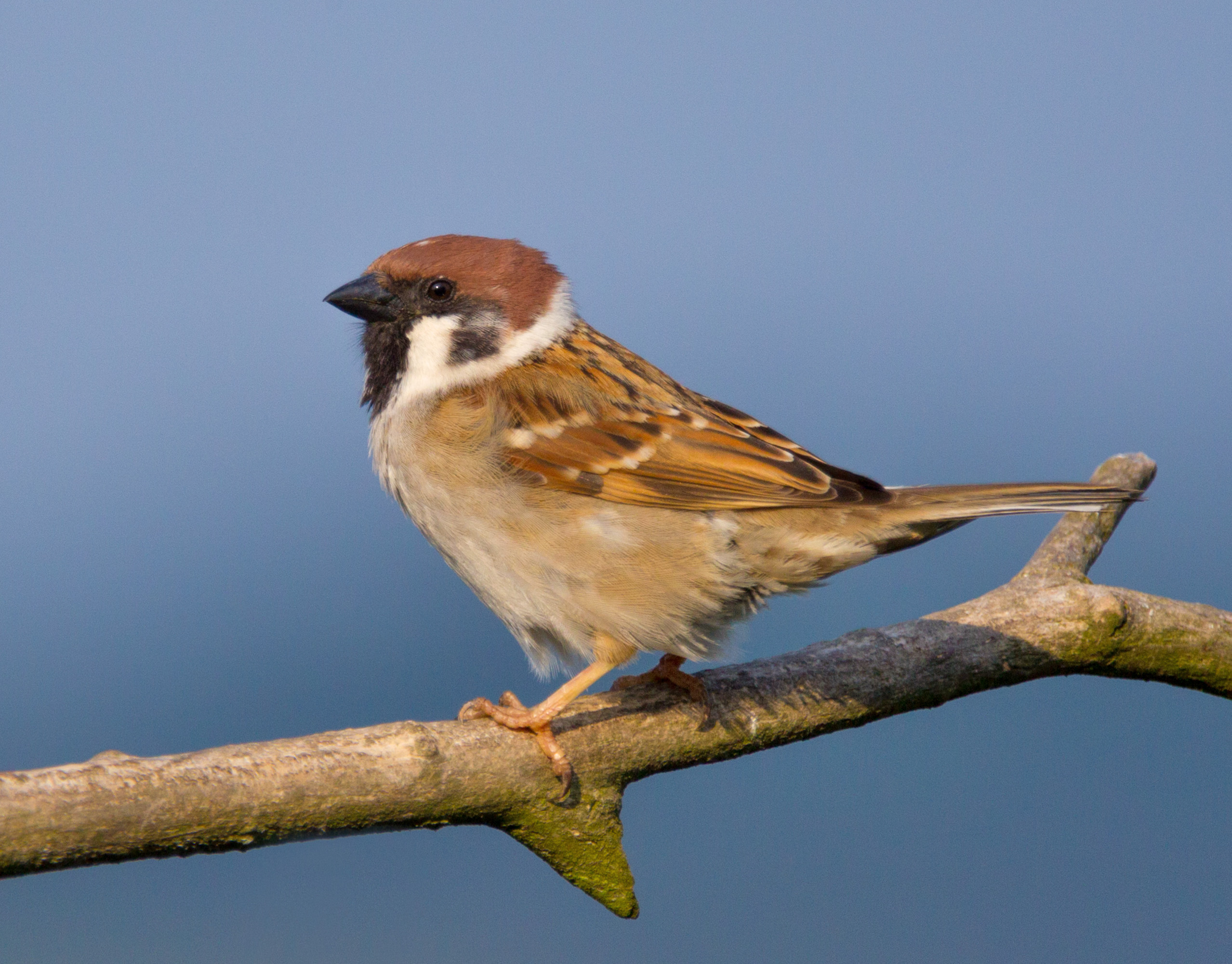
Nominatformen P. m. montanus.

Arten varierar inte mycket i utseende över sitt stora utbredningsområde, och skillnaderna mellan de nio underarter som erkänns av taxonomiska auktoriteterna International Ornithological Congress och eBird/Clements är ringa. Minst 14 andra underarter har föreslagits, men anses vara mellanformer av de som listas här.>
- P. m. montanus – nominatform förekommer i Europa och österut till Ochotska havet.[17] Den finns över hela Europa förutom sydvästra Iberiska halvön, södra Grekland och före detta Jugoslavien. Den häckar även i Asien österut till floden Lena och söderut till de nordliga delarna av Turkiet, Kaukasus, Kazakstan, Mongoliet och Korea.
- P. m. transcaucasicus (Buturlin, 1906) – förekommer i Turkiet, Kaukasus och från området kring nedre Volga och söderut till norra Iran.[17] Den är mattare och gråare än nominatformen.[6]
- P. m. dilutus (Richmond, 1856) – bofast i nordöstligaste Iran, norra Pakistan och nordvästra Indien.[6] Den förekommer också längre norrut, från Turkmenistan och österut genom västra Pakistan och Tien Shan till Xinjiang.[17] Jämfört med P. m. montanus är den blekare, med sandbrun ovansida.[6]
- P. m. dybowskii (Domaniewski, 1915) – förekommer i Amurland och söderut genom Manchuriet till Nordkorea.
- P. m. kansuensis (Stresemann, 1932) – förekommer i västra Kina; i Qaidam Pendi i Qinghai, och i norra Gansu.
- P. m. iubilaeus (Reichenow, 1907) – förekommer från den norra kinesiska provinsen Hebei och söderut till området kring nedre Yangtzefloden, och västerut till provinsen Shaanxi.
- P. m. obscuratus (Jacobi, 1923) – förekommer i Nepal, Sikkim, Bhutan, Arunachal Pradesh och Assam, i de angränsande områdena av Myanmar och Yunnan, i Sichuan, Shaanxi och österut till Hebei.
- P. m. saturatus (Stejneger, 1885) – häckar i Sachalin, Kurilerna, Japan, Taiwan och Sydkorea,[6] och förekommer i sydöstra Kina från Zhejiang till Guangdong.[17] Den är djupare brun än nominatformen och har större näbb.[6]
- P. m. malaccensis (Dubois, 1885) – återfinns från södra Himalaya österut till Hainan,[6] Vietnam, östra Myanmar och söderut till västra Indonesien.[17] Den är en mörk underart, liksom P. m. saturatus, men är mindre till storleken och kraftigare vattrad på undersidan.[6]

Utöver dessa underarter har en stor mängd populationer beskrivits vilka inte behandlas som underarter, exempelvis zaissanensis (Poliakov, 1911), pallidus (Zarudny, 1904), gobiensis (Stachanov, 1933), taivanensis (Hartert, 1904), orientalis (Clark, 1910), rikuzenica (Kumagi & Momiyama, 1928), etc.

### Hybridisering
Hybridisering mellan pilfink och gråsparv har observerats i många delar av världen. Populationen i Östra Ghats i Indien, som sägs vara introducerad, kan också hybridisera med gråsparvar. Vid åtminstone ett tillfälle har ett blandat par producerat fertil avkomma. En vild hybridisering med spansk sparv (P. hispaniolensis) registrerades på Malta 1975.

## Ekologi

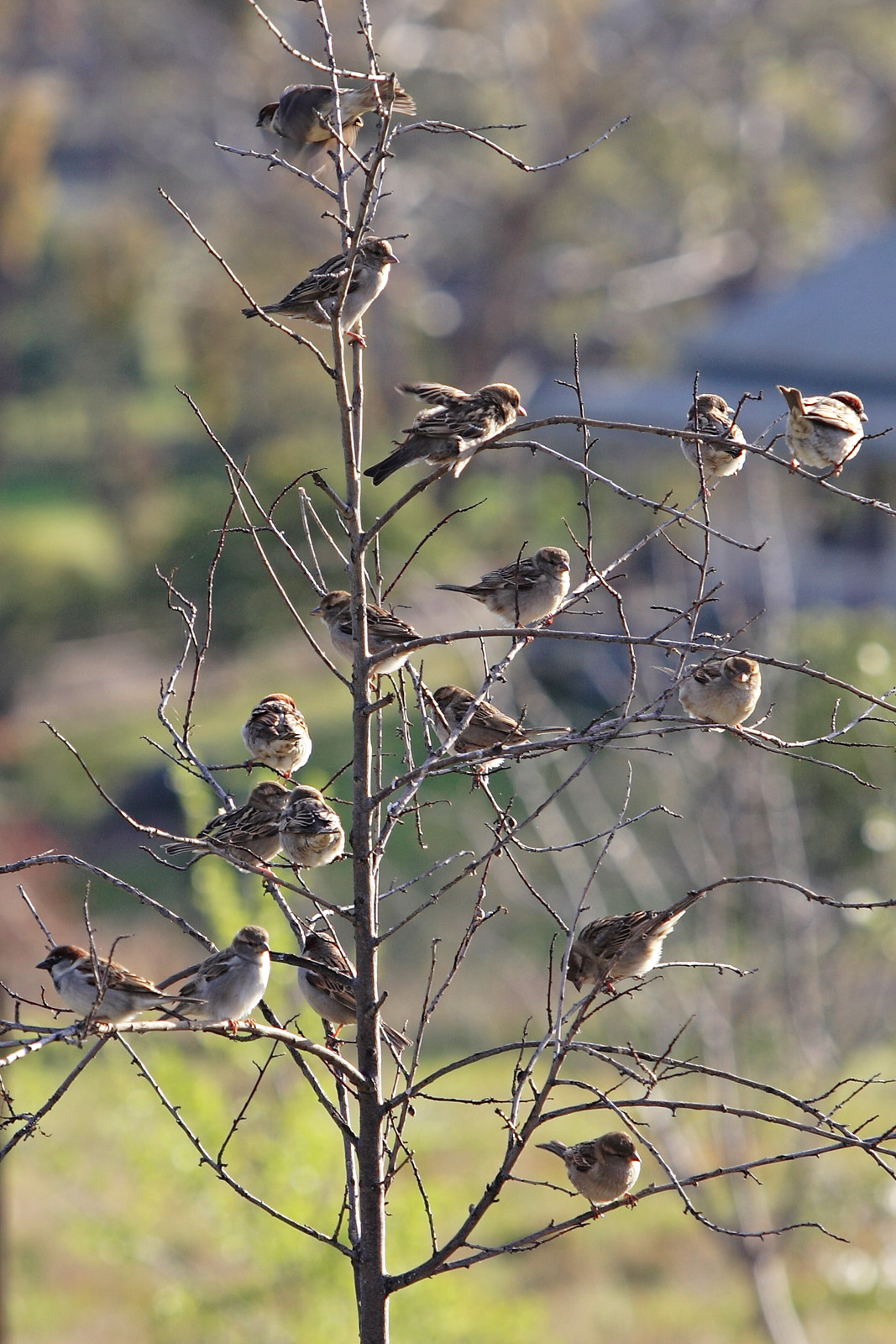
Pilfinken ses ofta i flockar och träd i öppna landskap är populära sittplatser.

Pilfinken liknar gråsparven till levnadssättet och under en stor del av året lever de tillsammans. Under höst och vinter ses den i flockar, vid städer, byar och gårdar. Till lynnet är pilfinken fridsammare än gråsparven och driver inte bort andra fåglar. Den tillbringar ganska mycket tid på marken där den rör sig hoppande.

### Biotop
Trots sitt vetenskapliga namn Passer montanus finns pilfinken vanligtvis inte i bergsområden, och når endast 700 m i Schweiz, fastän den har häckat på 1 700 meters höjd i norra Kaukasus och så högt som 4 270 m i Nepal. I Europa hittas den ofta vid kuster med klippor, i tomma byggnader, i hamlade videväxter längs långsamma vattendrag, eller i öppna landskap med små isolerade fläckar av skogsmark. Pilfinken visar en stark förkärlek för boplatser nära våtmarksmiljöer, och undviker häckning i intensivbrukad blandad jordbruksmark.
När pilfinken och den något större gråsparven förekommer i samma område, häckar gråsparven i stadsområden medan den mindre pilfinken häckar på landsbygden. Där det finns ont om träd, som i Mongoliet, kan båda arterna använda byggnader som boplatser. Pilfinken är lantlig i Europa, men är en stadsfågel i Östasien. I södra och centrala Asien kan både arterna hittas omkring städer och byar. I Australien är pilfinken till stor del en stadsfågel, medan det är gråsparven som använder mindre exploaterade miljöer.

### Häckning
Pilfinken blir könsmogen inom ett år efter att den kläckts. 
Paren kan häcka isolerade eller i löst sammansatta kolonier. Vanligt är att den placerar sitt bo i en hålighet i ett gammalt träd eller i en klippvägg men även under takpannor och dylika håligheter i hustak och andra konstruktioner av människan. Vissa bon placeras bland rötter av överhängande ärttörnen eller liknande buskage, och i tropikerna placeras ibland boet i kronan på en palm. Den kan också häcka i övergivna skatbon, eller i bomaterialet i stora reden, som brukas eller är övergivna av fåglar såsom vit stork, havsörn, fiskgjuse, brun glada eller gråhäger. Ibland försöker den ta över bon från andra jämnstora hålhäckande fåglar som ladusvala, hussvala, backsvala eller biätare.

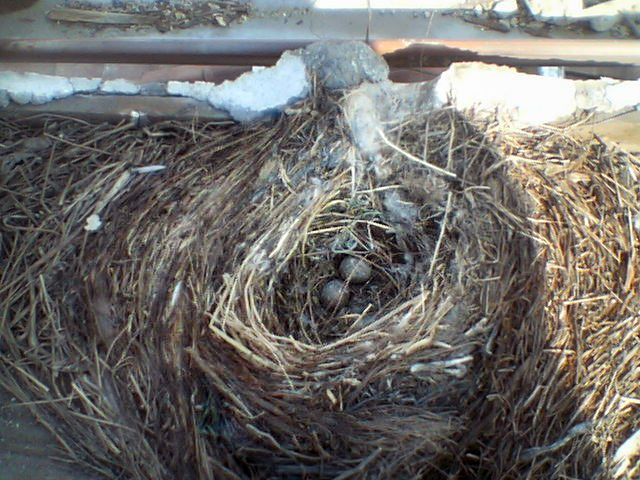
Ett pilfinkbo under takpannor i Japan.

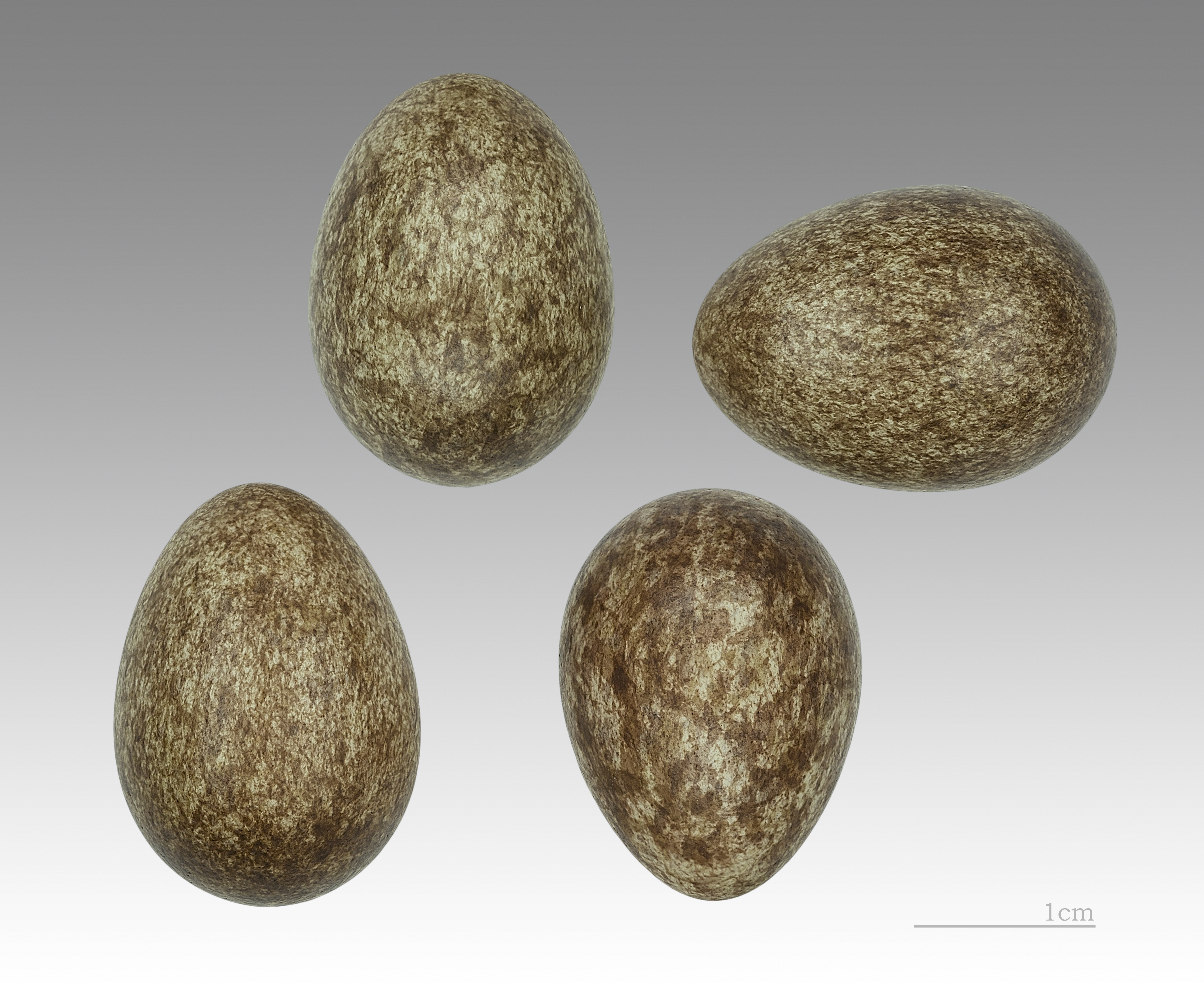
Ägg av Passer montanus.

Den använder gärna fågelholkar. I en spansk undersökning hade holkar tillverkade av en blandning av trä och betong en mycket högre bosättningsgrad än träholkar (76,5 % gentemot 33,5 %), och fåglar som häckar i trä- och betongblandningsholkar lade tidigare kullar, hade kortare ruvningsperiod och fler häckningsförsök per säsong. Kullstorlek och ungarnas tillstånd skilde sig inte mellan holktyperna, men häckningsframgången var högre i blandningsholkarna, kanske därför att de syntetiska holkarna var 1,5 °C varmare än sina motsvarigheter av trä.
Hanen ropar från närheten av boet på våren för att hävda revir och attrahera en partner. Han kan också bära bomaterial in genom öppningshålet. Uppvisningen och bobygget upprepas på hösten. De platser som helst används för höstuppvisningen är gamla pilfinkbon, särskilt sådana där ungar kläckts under säsongen. Tomma fågelholkar, och platser som används av gråsparvar eller andra hålhäckande fåglar, såsom mesar, svartvit flugsnappare eller rödstjärt, används sällan för höstuppvisningen.

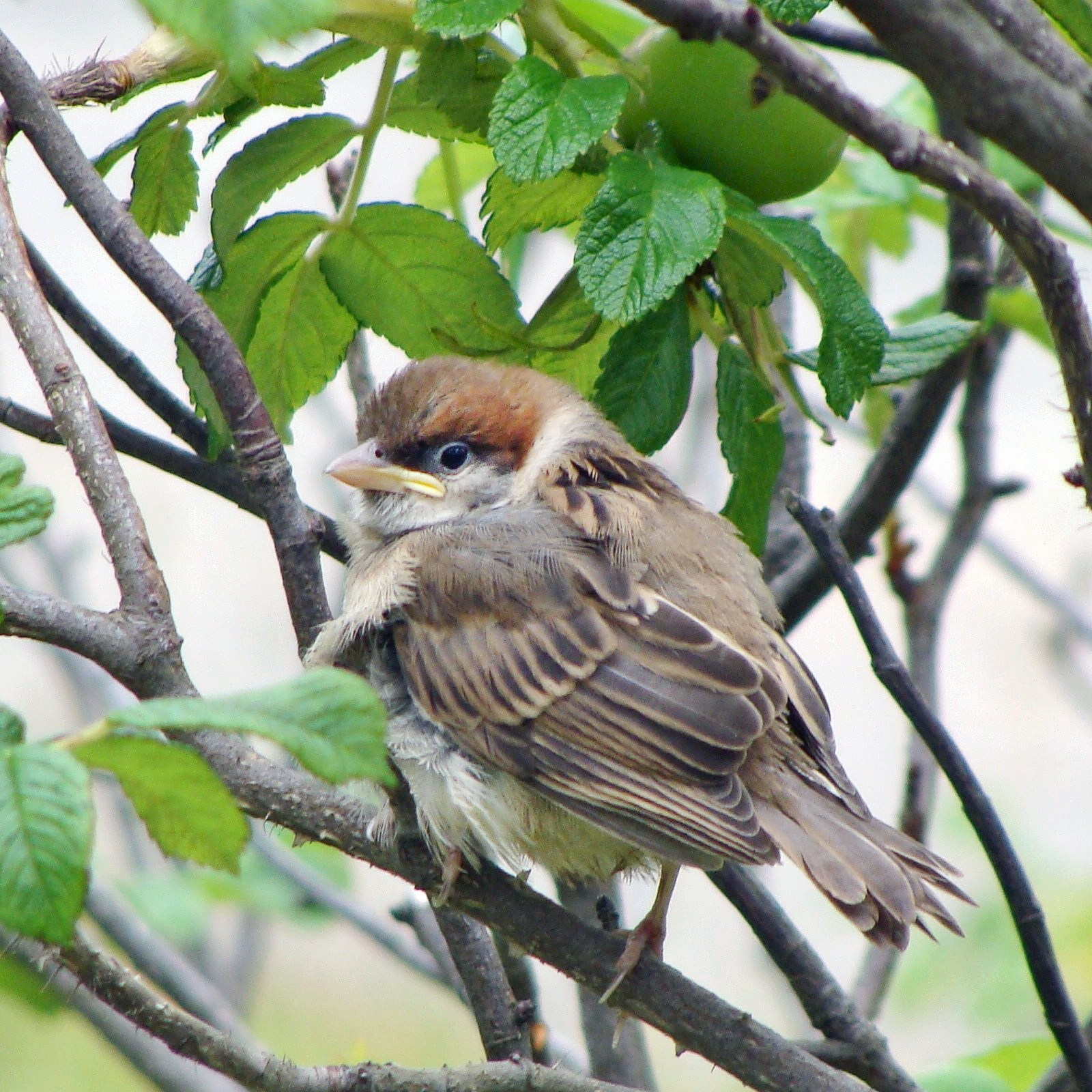
En flygg unge.

Det orediga boet byggs av hö, gräs, ull eller annat material och fodras med fjädrar, som förbättrar värmeisoleringen. En typisk kull består av fem eller sex ägg (sällan mer än fyra i Malaysia), som är vita till blekgrå och kraftigt märkta med fläckar eller prickar. De är 20 × 14 mm i storlek och väger 2,1 g, varav 7 % är skal. Äggen ruvas av båda föräldrar i 12–13 dagar innan de kläcks. Ungarna är bostannare och nakna när de kläcks. Båda könen hjälps åt att föda upp ungarna och efter 15–18 dagar efter kläckning är ungarna flygga. Två eller tre kullar om året kan förekomma. Fåglar som häckar i kolonier producerar fler ägg och fler flygga fåglar från sina första kullar, än par som lever ensamma, men det motsatta förhållandet gäller för andra och tredje kullen. Honor som kopulerar ofta tenderar att lägga fler ägg och ha kortare ruvningstid, så parningsfrekvens inom paret kan vara en indikator på parets reproduktiva förmåga. Det finns en betydande nivå av polygami. I en ungersk undersökning avlades över 9 % av ungarna av hanar utanför paret, och 20 % av kullarna innehöll minst en unge med en annan far.

### Föda

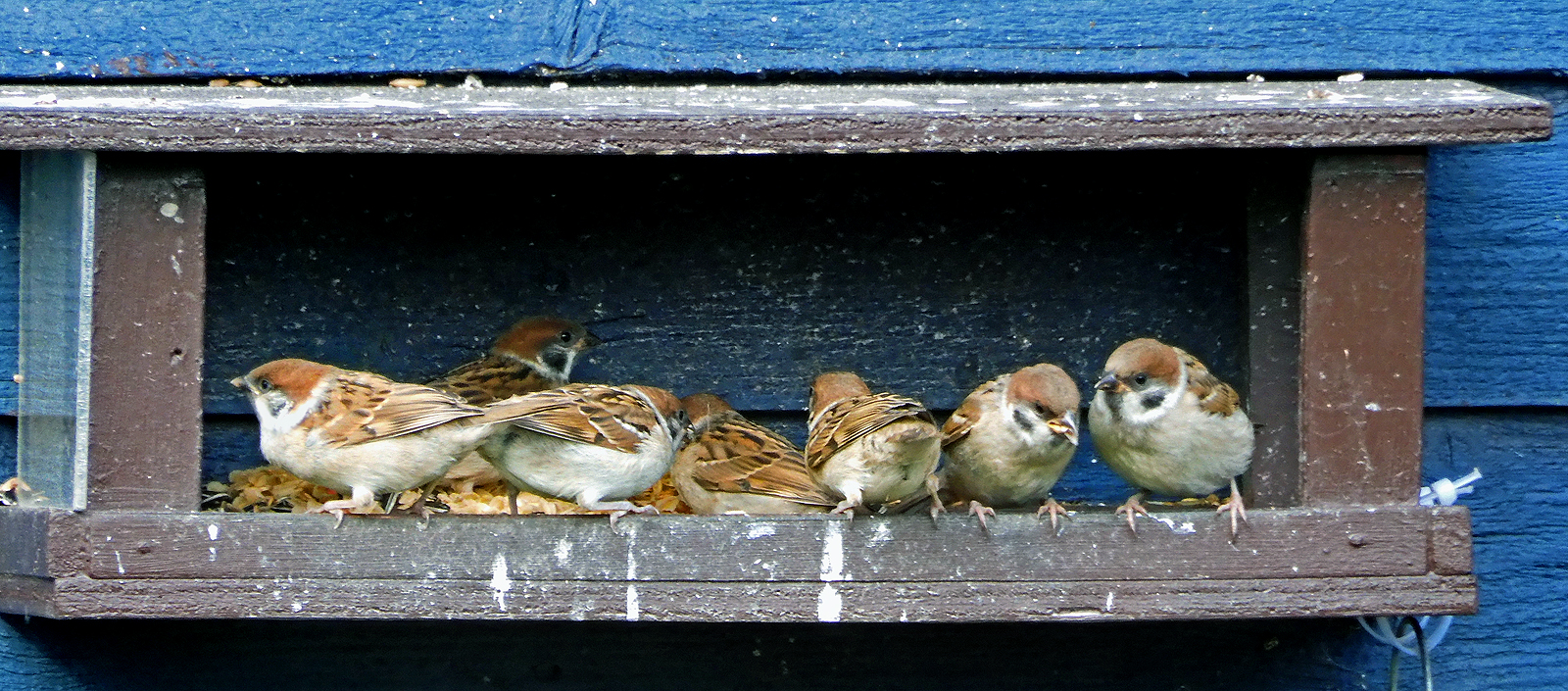
Pilfinken är en mycket social fågel, och har som regel inga problem att hålla sams vid ett fågelbord.

Pilfinken är till övervägande del en frö- och sädätande fågel som födosöker på marken i flock, ofta tillsammans med gråsparvar,  andra fältsparvar, och finkar. Den äter gärna frön från nejlikväxter och mållor, och utspilld säd. Den äter även ryggradslösa djur, insektslarver och insekter som bladlöss,  gråsuggor, dubbelfotingar, enkelfotingar, spindlar och lockespindlar, och då särskilt under häckningssäsongen när ungarna till stor del utfodras med animalisk föda. Den livnär sig även på knoppar, bär och frukt, och den besöker fågelbord, där den särskilt uppskattar jordnötter.  

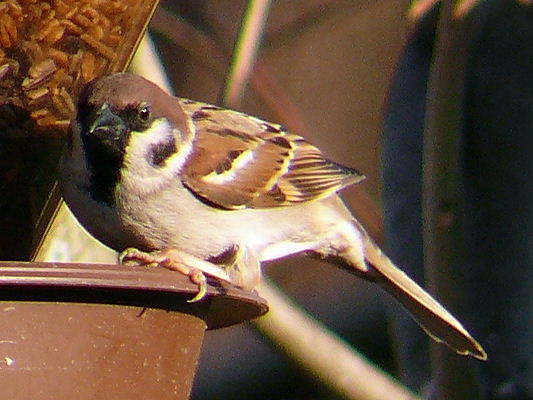
Vid en utfodringsstation.

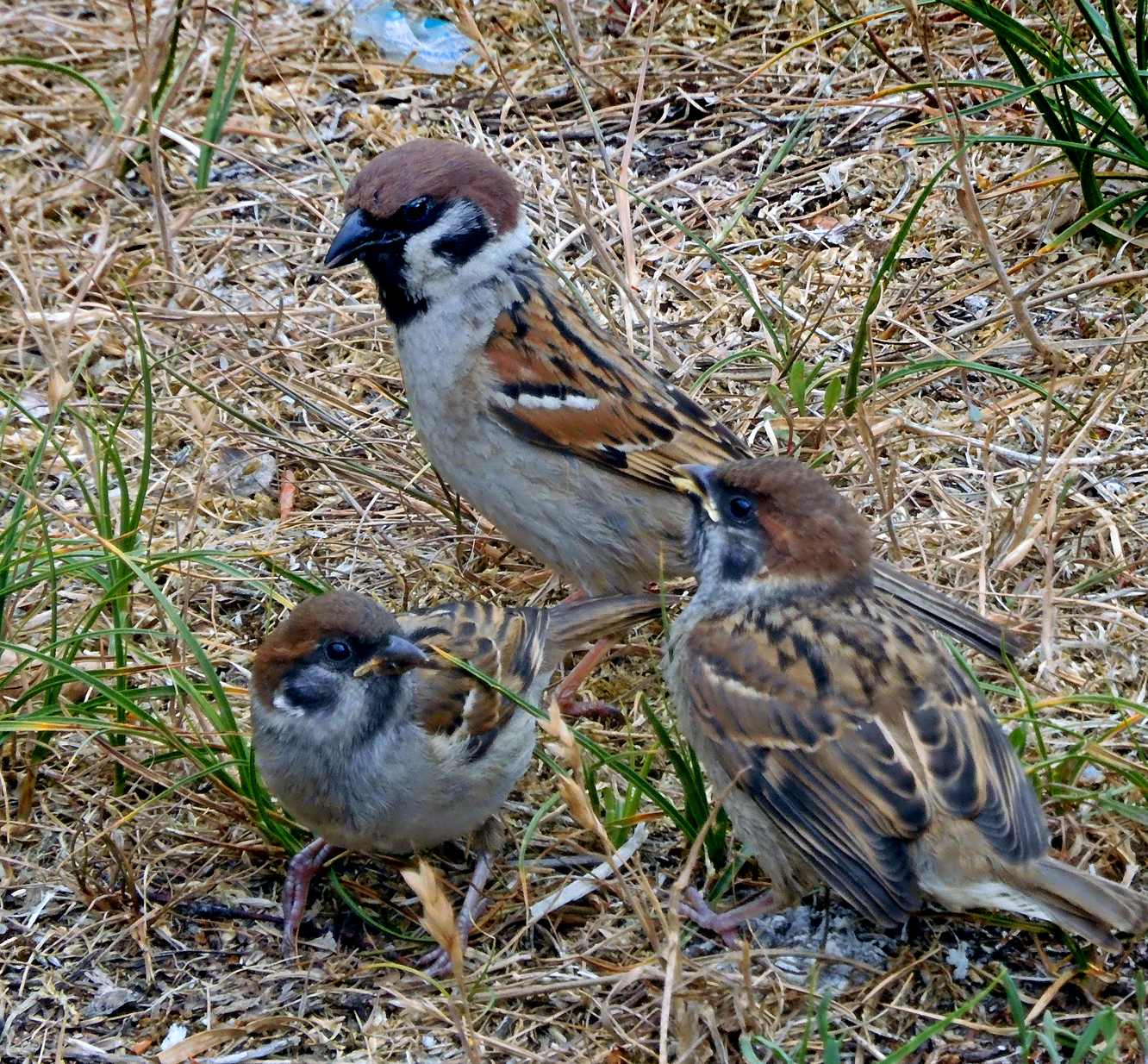
En vuxen och två juvenila.

Föräldrarna nyttjar olika typer av våtmark när de födosöker efter ryggradslösa djur för att mata boungarna med. För pilfinken spelar platser med vatten en nyckelroll för mångfalden och tillgången på lämpliga ryggradslösa djur som möjliggöra framgångsrik uppfödning av ungar under häckningssäsongen som omfattar flera kullar. Stora områden med tidigare brukad jordbruksmark ger inte längre dessa resurser på grund av effekterna av det industrialiserade jordbruket. Extra tillgång till fröföda inom 1 km från boplatsen spelar ingen roll för valet av boplats och inte heller för antalet uppfödda ungar.
På vintern är det tillgången på frön som utgör den viktigaste överlevnadsfaktorn. Vid denna tid på året bildar pilfinken flockar med linjära dominanshierarkier. Till skillnad från gråsparven, där strider för att uppnå dominans begränsas då fåglar visar upp halsfläcken, vars storlek fungerar som signal för fitness, så har forskare hos pilfinken inte funnit något starkt samband mellan storleken på halsfläcken och positionen i flockhierarkin.
Risken för predation påverkar strategier vid födosök. En studie visade att ökat avstånd mellan skydd och tillgång på föda innebar att fåglar besökte en födostation i mindre flockar, tillbringade mindre tid på den och var mer vaksamma när de var långt från skyddet. Pilfinkar kan födosöka som "producenter", som letar efter föda direkt, eller "snyltare", som bara ansluter sig till andra flockmedlemmar som redan har hittat föda. Sannolikheten för snyltning var 30 % högre om platsen för födosök var exponerad, men detta beror inte på ökad vaksamhet mot predatorer. En möjlig förklaring är att mer riskabla platser används av individer med mindre fettreserver.

### Överlevnad

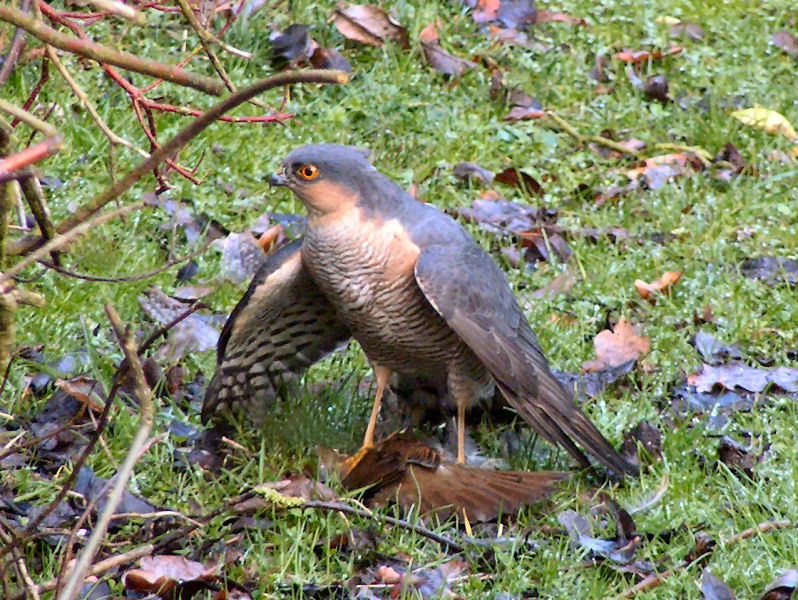
Sparvhöken är ett rovdjur med stort utbredningsområde.

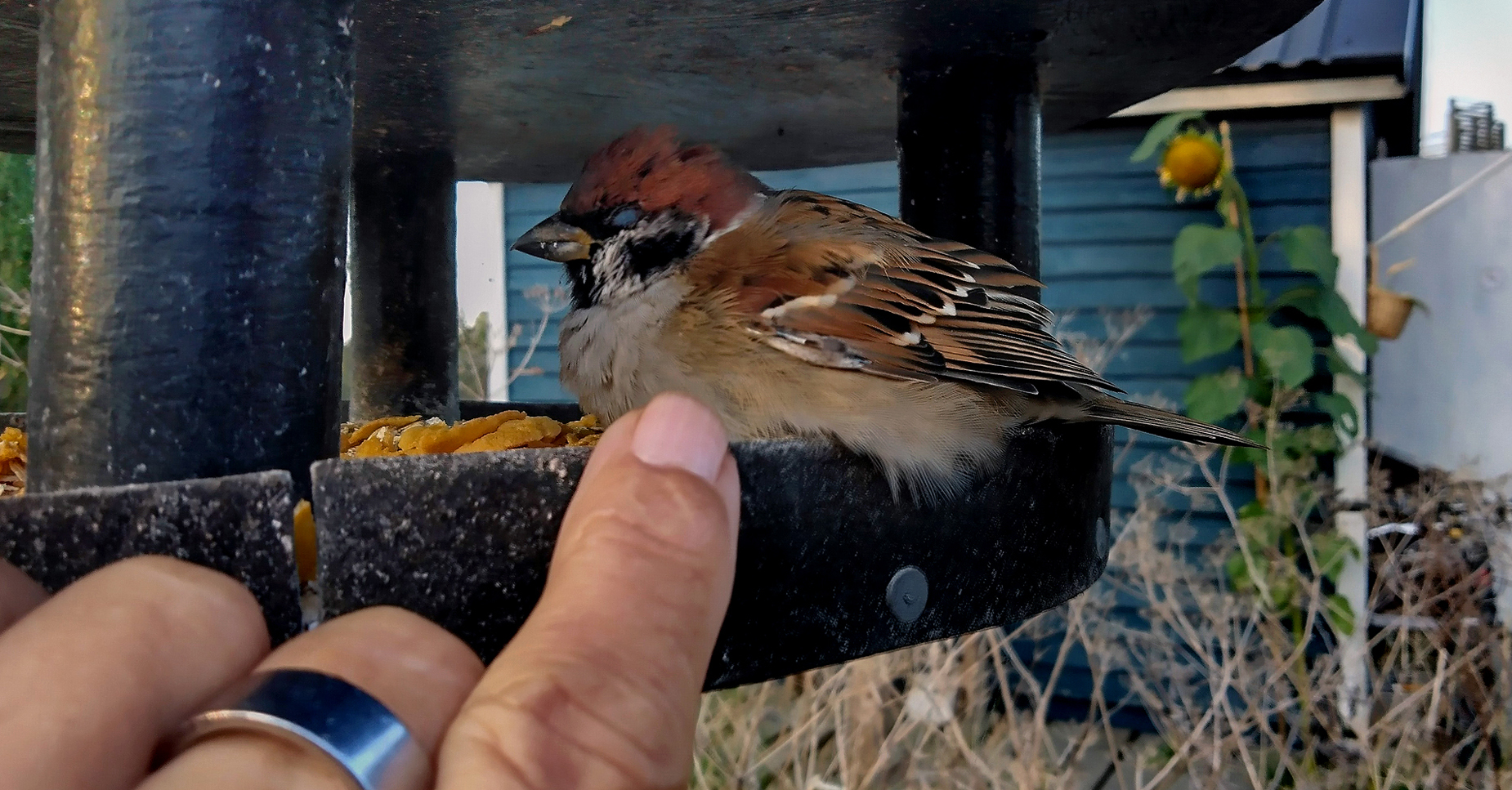
En sjuk och döende Pilfink, apatisk och reagerar ej på beröring.

Pilfinkens predatorer utgörs av bland andra olika hökar, falkar och ugglor, men även vit stork. Det tycks inte finnas någon ökad risk för predation under höstruggningen, trots att fågeln har färre flygfjädrar vid den tidpunkten. Pilfinkens bon kan bli plundrade av skator, nötskrikor, vesslor, råttor, katter, samt ormar som hästskosnok.
Pilfinken, och dess bon, fungerar som värd för flera arter av fågellöss och kvalster. Kvalstersläktet Knemidocoptes har angripit populationer och orsakat lesioner på ben och tår. Parasitism på boungar av spyflugelarver av släktet  Protocalliphora är en betydande faktor för boungars mortalitet. Äggens storlek påverkar inte mortaliteten bland boungar, men ungar från stora ägg växer snabbare.
Pilfinkar drabbas också av bakterie- och virusinfektioner. Bakterier har visats sig vara en viktig faktor för att ägg inte kläcks och för mortaliteten bland boungar, och massdöd på grund av Salmonella-infektion har rapporterats i Japan. Fågelmalariaparasiter har hittats i blodet hos många populationer, och fåglar i Kina har befunnits bära på en stam av H5N1 som var mycket virulent för kycklingar.
Pilfinkens immunförsvar är mindre kraftfullt än gråsparvens och detta har föreslagits som en faktor i den senare artens större invasiva utbredningspotential. Gråsparvar och pilfinkar är de vanligaste offren för bilar på vägarna i centrala, östra och södra Europa. Den högsta uppmätta åldern för en pilfink var 13,1 år, men tre år är en normal livslängd.

## Pilfinken och människan

### Status och hot

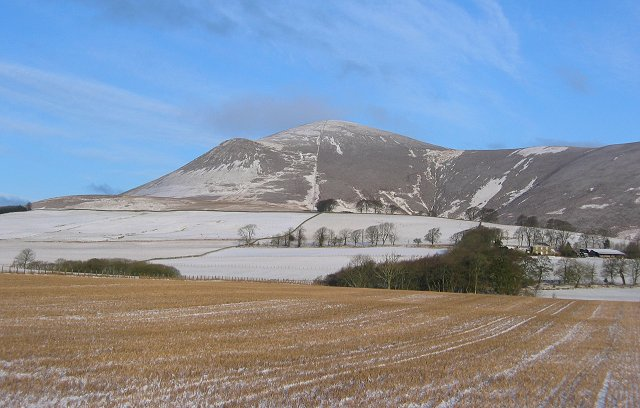
Stubb på sädesfält ger värdefull föda under vintern.

Pilfinken har ett stort utbredningsområde, som för närvarande inte är fastställt. Världspopulationens storlek är också okänd, men bara i Europa uppskattas populationen uppgå till 52–96 miljoner individer. Fastän populationstrender inte har utvärderats anses arten inte nå gränsen för populationsminskningskriteriet på IUCN:s rödlista (det vill säga en minskning på mer än 30 % på tio år eller tre generationer). Av dessa anledningar bedöms pilfinkens bevarandestatus på global nivå som "livskraftig".
Pilfinken har utökat sin utbredning i Fennoskandia och östra Europa, men populationerna i stora delar av västra Europa har minskat, en trend som speglas hos andra fåglar i jordbrukslandskap, som sånglärka, kornsparv och tofsvipa. Från 1980 till 2003 sjönk antalet fåglar som är vanliga i jordbrukslandskap med 28 %. Minskningen tycks ha varit särskilt drastisk i Storbritannien, där den uppgick till 95 % mellan 1970 och 1998, och Irland, som bara har 1000–1500 par kvar. Häckningen har förbättrats kraftigt medan populationsstorlekarna har minskat, vilket tyder på att nedgången inte orsakades av försämrade häckningsframgångar utan att den kritiska faktorn främst var överlevnad. Den stora minskningen av antalet pilfinkar beror troligen på intensifierat och specialiserat jordbruk, särskilt ökad användning av ogräsmedel och en trend mot att så på hösten (till skillnad från på våren, vilket producerar stubb på sädesfält på vintern). Förändringen från blandat till specialiserat jordbruk och den ökade användningen av insektsgifter har minskat mängden insekter som används för att utfodra boungar.

### Inom jordbruket

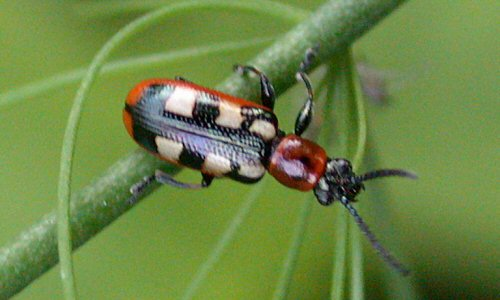
Brokig sparrisbagge, ett skadedjur i trädgårdsodling, är ett byte för pilfinkar.

På en del platser ses pilfinken som ett skadedjur. I Australien förstör den mycket i spannmåls- och fruktodlingar. Mycket djurfoder, spannmål och frukt skadas också av pilfinkens avföring. Karantänsregler i Western Australia förbjuder införande av pilfink till regionen.
Mao Zedong försökte i april 1958 att minska pilfinkens skadegörelse på spannmål i Folkrepubliken Kina genom att mobilisera tre miljoner människor och ett stort antal fågelskrämmor för att jaga pilfinkarna tills de dog av utmattning. Skadorna uppskattades då till 4,5 kg spannmål per fågel och år. I början verkade kampanjen gå bra, men man hade inte räknat in effekten av att fåglar också äter gräshoppor och andra insekter. Resultatet blev att skördarna minskade, vilket förvärrade en hungersnöd, så att 30 miljoner människor dog av svält mellan 1959 och 1961.
Pilfinkens konsumtion av insekter har lett till att den används i jordbruk för att kontrollera skadedjur på fruktträd och brokig sparrisbagge (Crioceris aspergi).

### I kulturen

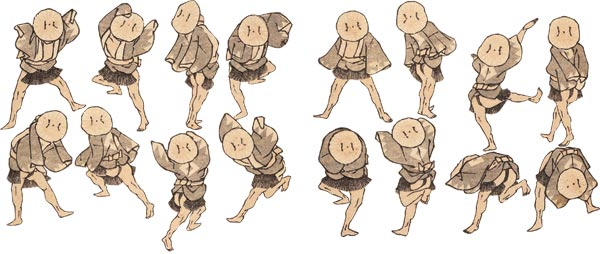
Detalj från Hokusais Suzume Odori.

Pilfinken har länge avbildats i kinesisk och japansk konst, ofta på en liten gren eller i en flygande flock, och avbildningar av orientaliska konstnärer som Ando Hiroshige har förekommit på frimärken från Antigua och Barbuda, Centralafrikanska republiken, Kina och Gambia. Mer naturenliga illustrationer används på frimärken från  Belarus, Belgien, Kambodja, Estland och Taiwan. Fågelns flaxande har givit upphov till en traditionell japansk dans, Suzume Odori, som har avbildats av konstnärer som Katsushika Hokusai.
På Filippinerna, där den kallas maya, är pilfinken den vanligaste fågeln i städerna, och många filippinier anser att den är nationalfågeln. Filippinernas tidigare nationalfågel (det har varit apörn sedan 1995) var faktiskt kastanjemunia, en annan art som också kallas maya.

### Namn
Pilfinkens vetenskapliga namn härrör från de två latinska orden passer, som betyder "sparv", och montanus, som betyder "bergs-" (från mons "berg"). Pilfinken har i Sverige förr kallats trädsparf.